# Weserbergland
Het Weserbergland is een heuvelland in Duitsland dat ligt in de deelstaten Nedersaksen, Noordrijn-Westfalen en Hessen. Het ligt rond de rivier de Wezer (Weser), tussen de steden Hannoversch Münden en Porta Westfalica. Het hoogste punt van het Weserbergland ligt in de Solling op 528 meter hoogte. Er liggen twee natuurparken in dit gebied: in het noorden van het gebied ligt rond de stad Hamelen het natuurpark dat ook de naam Weserbergland draagt. Direct aansluitend ten zuiden daarvan ligt het natuurpark Solling-Vogler. Fietstoeristen kunnen langs de Wezer de Weserradweg volgen, die vanaf Hann. Münden stroomafwaarts langs de rivier loopt tot die bij Bremerhaven uitmondt in de Noordzee.
Het gebied wordt gekarakteriseerd door glooiende heuvels en dalen, die behoorlijk diep ingesneden kunnen zijn. Hoewel het gebied oorspronkelijk rijkelijk bebost was, zijn de meeste bossen tegenwoordig aangelegd. De grondsoorten zijn gevarieerd, zowel zandsteen, leisteen als kalksteen zijn aanwezig. Op bepaalde plateaus, zoals op de Solling, is een intact hoogveen aanwezig. Hierdoor is de flora flink gevarieerd.
Bij Höxter ligt de Abdij van Corvey, die in de 9e eeuw en 10e eeuw erg belangrijk was. Zo bezat het in Nederland een gebied als Westerwolde.
Vele sprookjes van de gebroeders Grimm zijn hier opgetekend. Zo speelt het sprookje van de rattenvanger zich af in Hamelen. Ook de geboorteplaats van de baron van Münchhausen ligt in dit gebied: Bodenwerder.
Vele gebouwen van de zogenaamde Wezerrenaissance zijn in dit gebied te vinden.

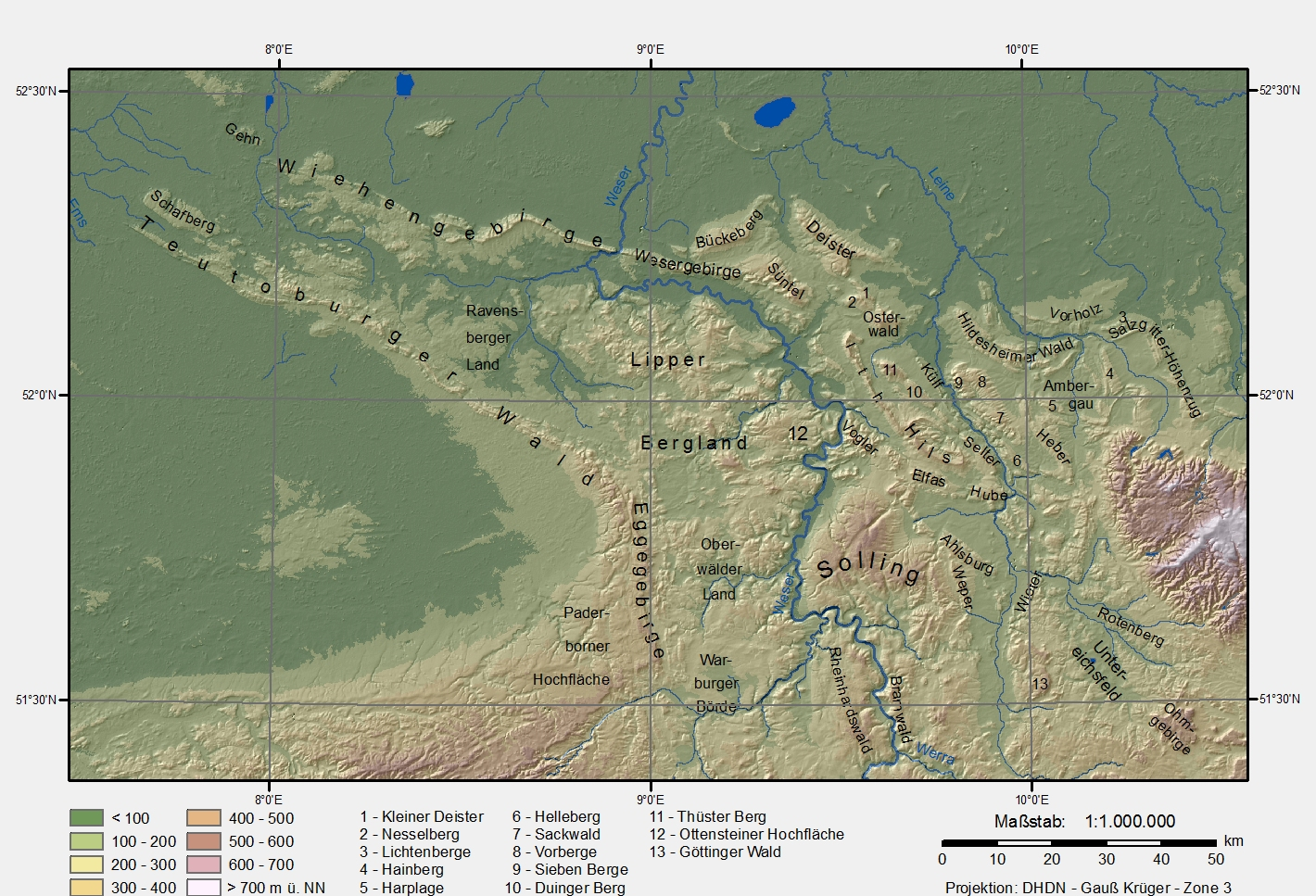
Kaart

Het Weserbergland bestaat van noord naar zuid uit de volgende gebieden:
| Gebied                  | Maximale hoogte |
| ----------------------- | --------------- |
| Wesergebergte           | 326,1           |
| Süntel                  | 440             |
| Ottensteiner hoogvlakte | 376             |
| Vogler                  | 460,4           |
| Solling                 | 527,8           |
| Reinhardswald           | 472,2           |
| Bramwald                | 408             |

Het gebied tussen Detmold in het zuidwesten, Lemgo, Bad Pyrmont en de Wezer bij Bodenwerder, in feite het noordelijkste deel van het Weserbergland, wordt ook wel, naar de Heerlijkheid Lippe, waar het in de middeleeuwen deel van uitmaakte,  Lipper of Lippisches Bergland genoemd.

## Belangrijke plaatsen
| - Bad Karlshafen - Bad Münder am Deister - Bad Nenndorf - Bad Oeynhausen - Bad Pyrmont - Bevern - Beverungen - Bodenwerder | - Dassel - Detmold - Eschershausen - Emmerthal - Hamelen - Hann. Münden - Hessisch Oldendorf - Holzminden - Höxter | - Lemgo - Minden - Porta Westfalica - Rinteln - Salzhemmendorf - Bad Salzuflen - Uslar - Vlotho |

Bergstraße · Bergwinkel · Burgwald · Ederbergland · HabichtswaldHabichtswald · Hessisches Ried · Hoher Meißner · Hüttenberger Land · Kaufunger Wald · Kellerwald · Knüll · Lahngau · Lahn-Dill-Bergland · Maingau · Mittelhessen · Mittelrhein · Odenwald · Reinhardswald · Rhein-Main-Gebiet · Rhein-Neckar-Dreieck · Rheingau · Rhön · Sauerland · Schlierbachswald · Seulingswald · Spessart · Stölzinger Gebirge · Taunus · Upland · Vogelsberg · Waldeck · Weserbergland · Wesertal · Westerwald · Wetterau ·
Altes Land · Ammerland · Braunschweiger Land · Eichsfeld · Elbe-Weser-Dreieck · Eemsland (Emsland) · Land Hadeln · Land Wursten · Harz · Hildesheimer Börde · Hümmling · Kehdingen · Leinebergland · Lüneburger Heide · Oldenburger Land · Oldenburger Münsterland · Oostfalen (Ostfalen) · Oost-Friesland (Ostfriesland) · Osnabrücker Land · Schaumburger Land · Solling · Zuid-Nedersaksen (Südniedersachsen) · Wendland · Weserbergland · Wümmeniederung